# Gelb-Betonie
Die Gelb-Betonie (Betonica alopecuros), auch Gelbe Betonie, Gelber Ziest oder Fuchsschwanz-Ziest genannt, ist eine Pflanzenart aus der Gattung Betonien (Betonica) innerhalb der Familie der Lippenblütler (Lamiaceae).

## Beschreibung

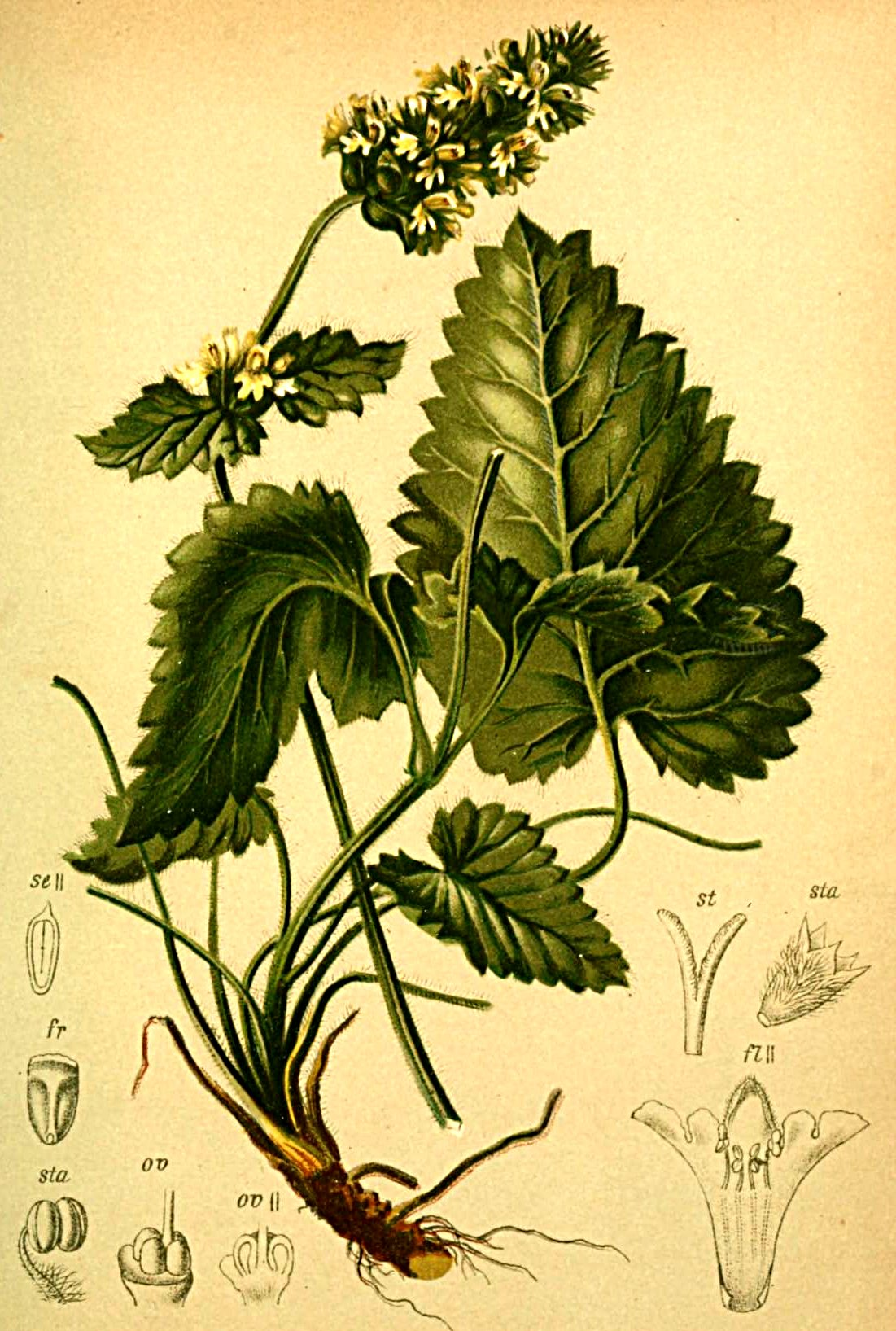
Illustration aus Atlas der Alpenflora, 1882

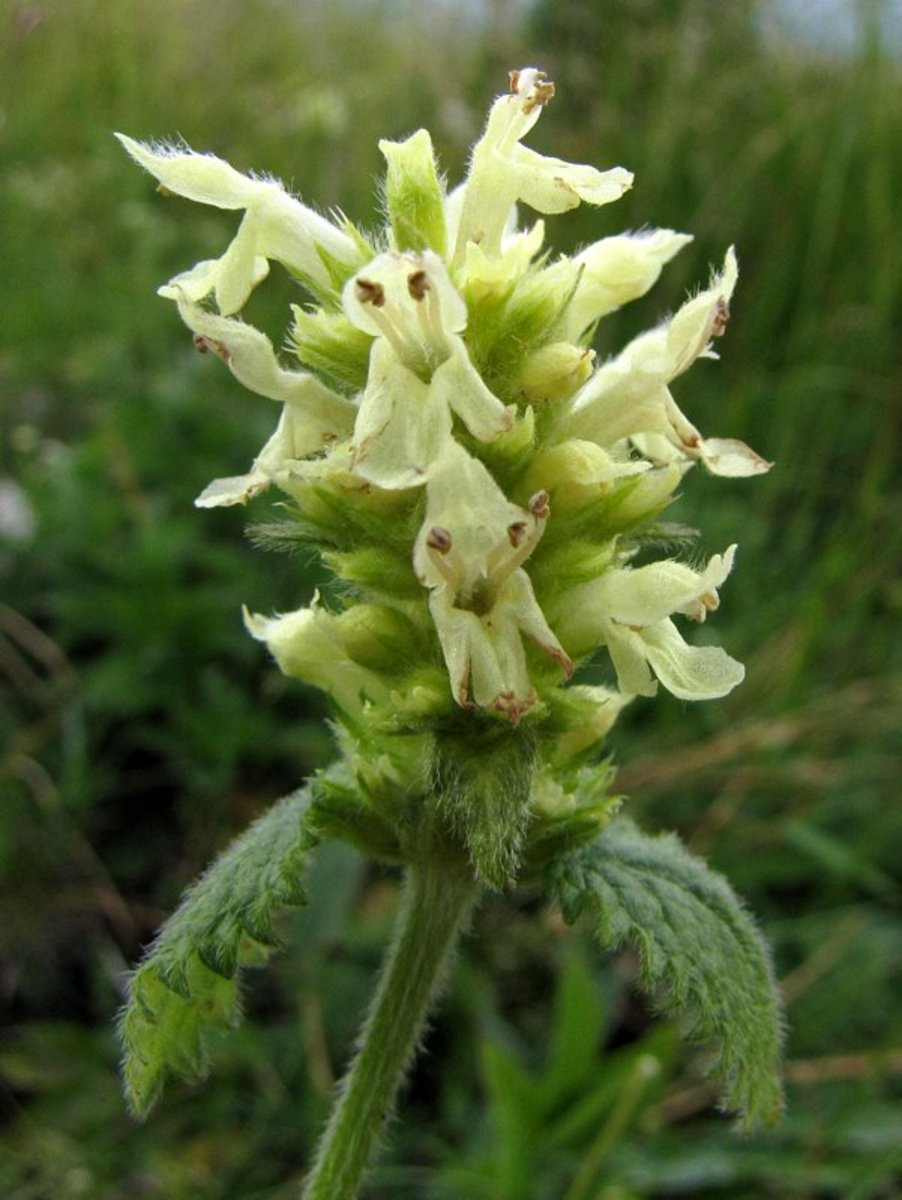
Blütenstand

### Vegetative Merkmale
Die Gelb-Betonie ist ausdauernde krautige Pflanze und erreicht Wuchshöhen von 20 bis 40 (bis 50) Zentimetern. Der aufrechte Stängel ist im Querschnitt viereckig und locker borstig behaart. Die Laubblätter sind in Blattstiel und Blattspreite gegliedert. Sie sind grundständig oder am Stängel gegenständig. Der Blattstiel ist 5 bis 15 Zentimeter lang. Die Blattspreite ist bei einer Länge von 3 bis 6 Zentimetern sowie einer Breite von 2 bis 4 Zentimetern eiförmig mit herzförmigem Spreitengrund und unregelmäßig gekerbt-gezähntem Blattrand. Die Blattspreite ist etwas glänzend. Die obersten Stängelblätter sind viel kleiner und fast sitzend.

### Generative Merkmale
Die Blütezeit reicht von Juni bis September. Die Tragblätter sind lanzettlich und 6 bis 7 Millimeter lang. Der Blütenstand ist eine 3 bis 11 Zentimeter lange Scheinähre, die aus etwa 2 bis 8 dicht gedrängten 10- bis 14-blütigen Scheinquirlen besteht. Nur der unterste Scheinquirl ist öfter etwas abgerückt und von den Tragblättern stärker überragt. Die annähernd ungestielte Blüte ist zygomorph mit doppelter Blütenhülle. Der Kelch ist borstig behaart, die Kelchröhre 5 bis 6 Millimeter lang, die Kelchzipfel 2 bis 3 Millimeter. Die gelbe Krone ist 12 bis 16 Millimeter lang. Die Krone ist zu einer Röhre verwachsen, die innen einen Haarring trägt. Die Oberlippe ist schmal, ziemlich flach und zweispaltig, die Unterlippe ist dreilappig und herabgeschlagen. Die Nüsschen sind etwa 2 Millimeter lang, glatt und hellbraun.
Die Chromosomenzahl beträgt 2n = 16.

## Vorkommen
Die Gelb-Betonie gedeiht in europäischen Gebirgen in den Alpen, den Pyrenäen und auf der Balkanhalbinsel in Höhenlagen von 300 bis 2300 Metern, nach Süden dringt sie in Italien in den Mittleren Apennin und in Griechenland bis zum Peloponnes vor.
In Deutschland wächst die Gelb-Betonie im Allgäu, in den Bayerischen Alpen und bei Berchtesgaden. In Österreich kommt sie zerstreut in den Bundesländern Salzburg, Kärnten, Steiermark, Oberösterreich und Niederösterreich von der obermontanen bis subalpinen Höhenstufe vor. In den Allgäuer Alpen steigt sie im Tiroler Teil bei Hinterhornbach bis zu einer Höhenlage von 1750 Metern auf. In Oberbayern erreicht sie sogar eine Meereshöhe von 1980 Metern.
Die Gelb-Betonie besiedelt sonnige Lagen auf frischen und meist kalkreichen subalpinen bis alpinen Matten sowie auf Steinschutt. Sie ist eine Charakterart der Ordnung Seslerietalia albicantis, kommt aber auch in Mesobrometen oder in Pflanzengesellschaften des Verbands Thlaspeion rotundifolii vor.
Die ökologischen Zeigerwerte nach Landolt et al. 2010 sind in der Schweiz: Feuchtezahl F = 3 (mäßig feucht), Lichtzahl L = 3 (halbschattig), Reaktionszahl R = 5 (basisch), Temperaturzahl T = 2+ (unter-subalpin und ober-montan), Nährstoffzahl N = 3 (mäßig nährstoffarm bis mäßig nährstoffreich), Kontinentalitätszahl K = 3 (subozeanisch bis subkontinental).

## Systematik
Die Erstveröffentlichung von Betonica alopecuros erfolgte 1753 durch Carl von Linné in Species Plantarum, Tomus II, S. 573. Ein häufig verwendetes Synonym ist Stachys alopecuros (L.) Benth. Diese Verwandtschaftsgruppe wird kontrovers diskutiert und je nach Autor gehört diese Art zur Gattung Betonica oder Stachys.
Das Artepitheton ist von altgriechisch ἀλώπηξ alōpēx, deutsch ‚Fuchs‘ und altgriechisch οὐρά ourá, deutsch ‚Schwanz‘ (also: Fuchsschwanz) abgeleitet.
Man kann 2 Unterarten unterscheiden:
- Betonica alopecuros subsp. alopecuros
- Betonica alopecuros subsp. divulsa (Ten.) Bartolucci & Peruzzi (Syn.: Betonica alopecuros var. divulsa (Ten.) Nyman, Stachys alopecuros subsp. divulsa (Ten.) Grande): Sie kommt im zentralen Apennin vor.[4] Die Chromosomenzahl ist ebenfalls 2n = 16.[11]

## Nachweise
1. 1 2 3 4 5  Manfred A. Fischer, Wolfgang Adler, Karl Oswald: Exkursionsflora für Österreich, Liechtenstein und Südtirol. 2., verbesserte und erweiterte Auflage. Land Oberösterreich, Biologiezentrum der Oberösterreichischen Landesmuseen, Linz 2005, ISBN 3-85474-140-5, S. 778./
2. ↑  Gelbe Betonie. auf FloraWeb.de, abgerufen am 8. Februar 2014.
3. 1 2 3 4 5 6 7 8 9 10 11  Gustav Hegi: Illustrierte Flora von Mitteleuropa. 1. Auflage, unveränderter Textnachdruck Band V, Teil 4. Verlag Carl Hanser, München 1964. S. 2432–2435.
4. 1 2 3 4  
Sandro Pignatti (Hrsg.): Flora d'Italia. Band 2. Edagricole, Bologna 2003, ISBN 88-506-2449-2, S. 463 (Dritter unveränderter Nachdruck der 1. Auflage von 1982).
5. 1 2  
Stachys alopecuros (L.) Benth. In: Info Flora, dem nationalen Daten- und Informationszentrum der Schweizer Flora. Abgerufen am 18. April 2021.
6. 1 2  
Claus Baden: Stachys. In: Arne Strid, Kit Tan (Hrsg.): Mountain Flora of Greece. Band 2. Edinburgh University Press, Edinburgh 1991, ISBN 0-7486-0207-0, S. 98–99 (englisch, eingeschränkte Vorschau in der Google-Buchsuche).
7. ↑  
Erhard Dörr, Wolfgang Lippert: Flora des Allgäus und seiner Umgebung. Band 2, IHW, Eching 2004, ISBN 3-930167-61-1, S. 399.
8. ↑  
Werner Rothmaler (Begr.), Rudolf Schubert, Walter Vent (Hrsg.): Exkursionsflora für die Gebiete der DDR und der BRD. Band 4. Kritischer Band. 7. Auflage. Volk und Wissen, Berlin 1988, ISBN 3-06-012526-0, S. 500.
9. ↑  
Erich Oberdorfer: Pflanzensoziologische Exkursionsflora für Deutschland und angrenzende Gebiete. Unter Mitarbeit von Angelika Schwabe und Theo Müller. 8., stark überarbeitete und ergänzte Auflage. Eugen Ulmer, Stuttgart (Hohenheim) 2001, ISBN 3-8001-3131-5, S. 808.
10. ↑  
Carl von Linné: Species Plantarum. Band 2, Lars Salvius, Stockholm 1753, S. 573, Digitalisat
11. ↑  
Betonica divulsa bei Tropicos.org. In: IPCN Chromosome Reports. Missouri Botanical Garden, St. Louis